# متروی کاتانیا
متروی کاتانیا (ایتالیایی: Metropolitana di Catania) سیستم قطار شهری زیرزمینی در شهر کاتانیا، ایتالیا است.
این مترو که در سال ۱۹۹۹ تأسیس شده، دارای ۱ خط، ۶ ایستگاه و ۳٫۸ کیلومتر طول می‌باشد.

## نگارخانه

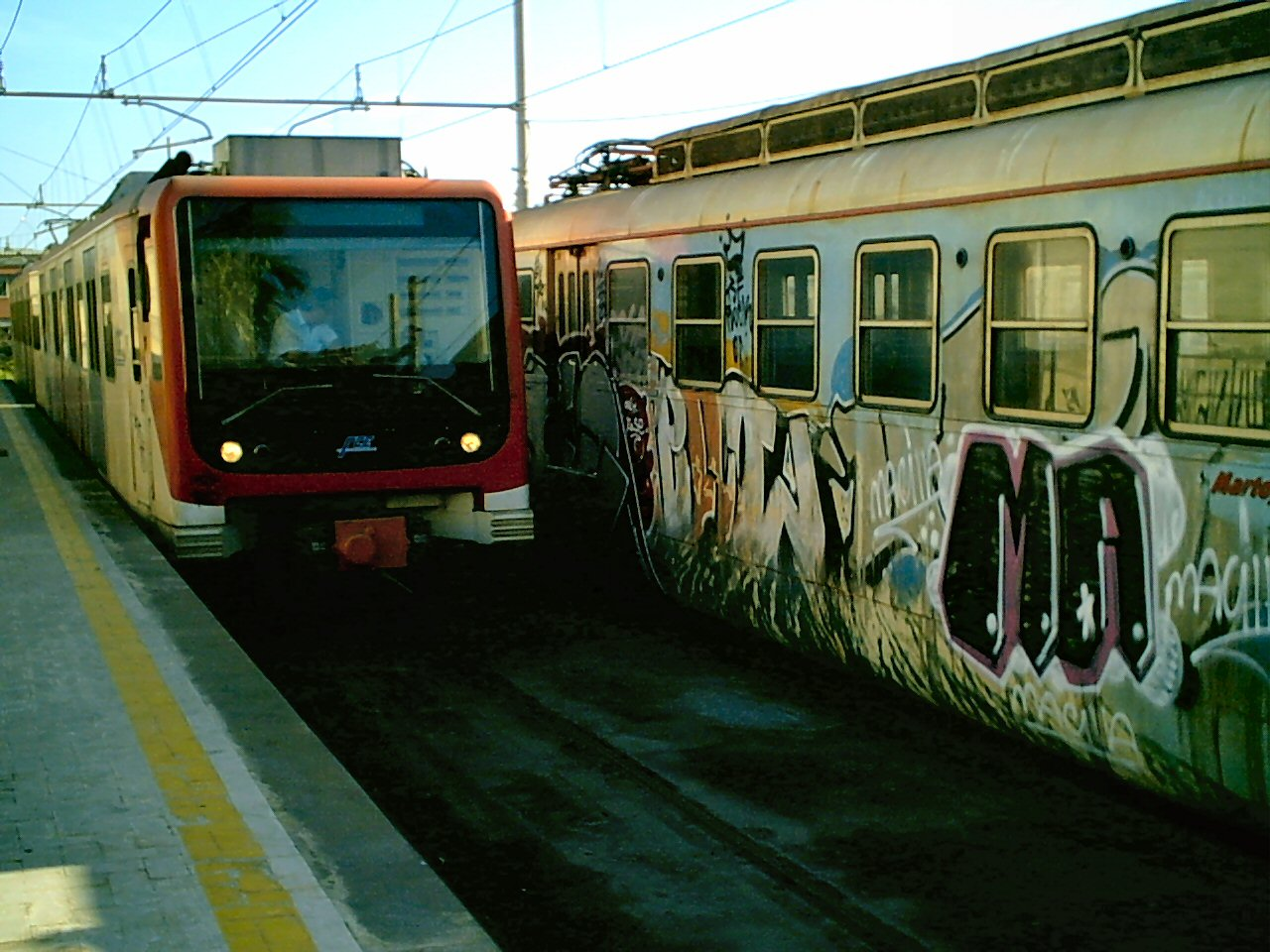
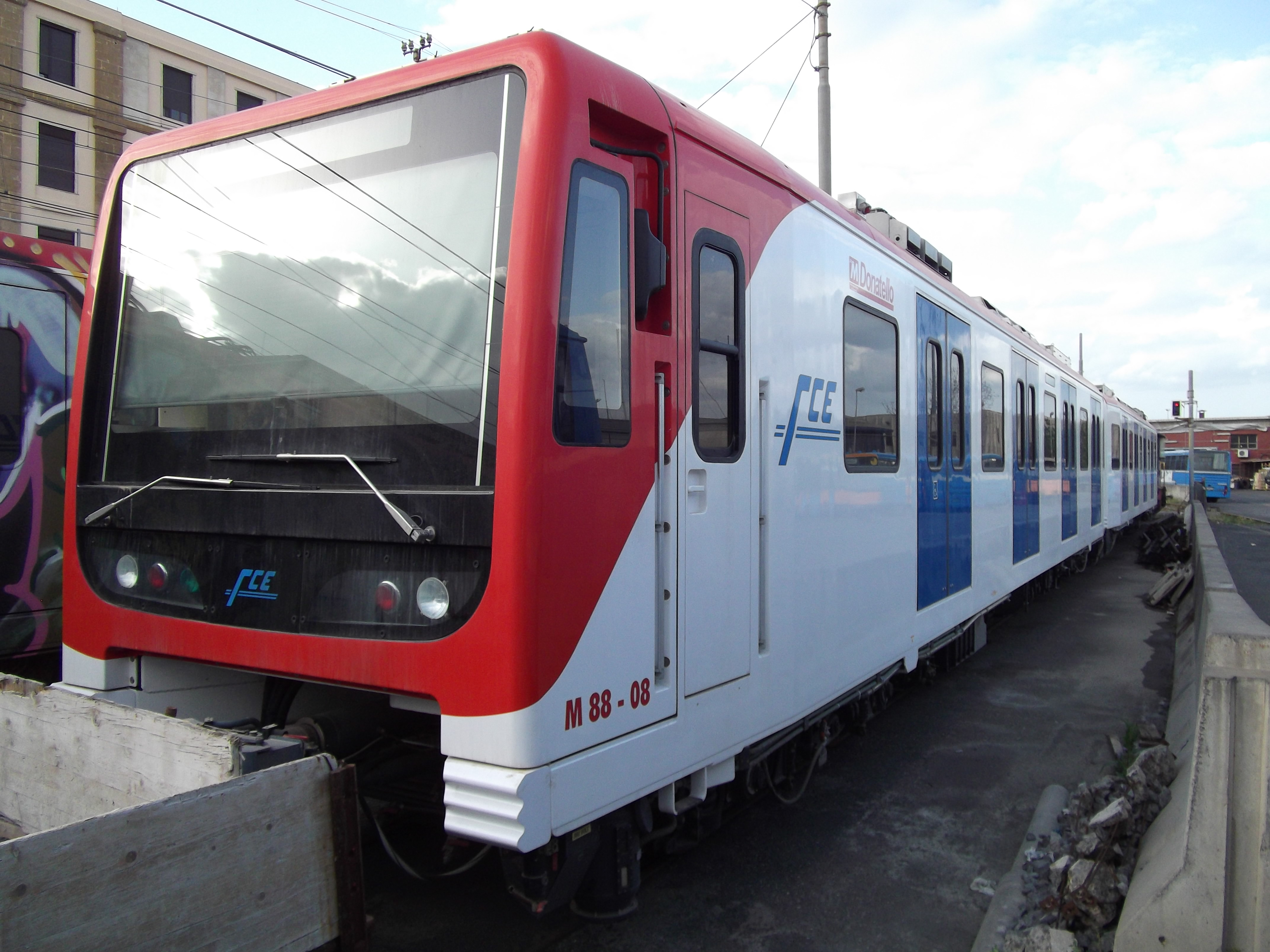
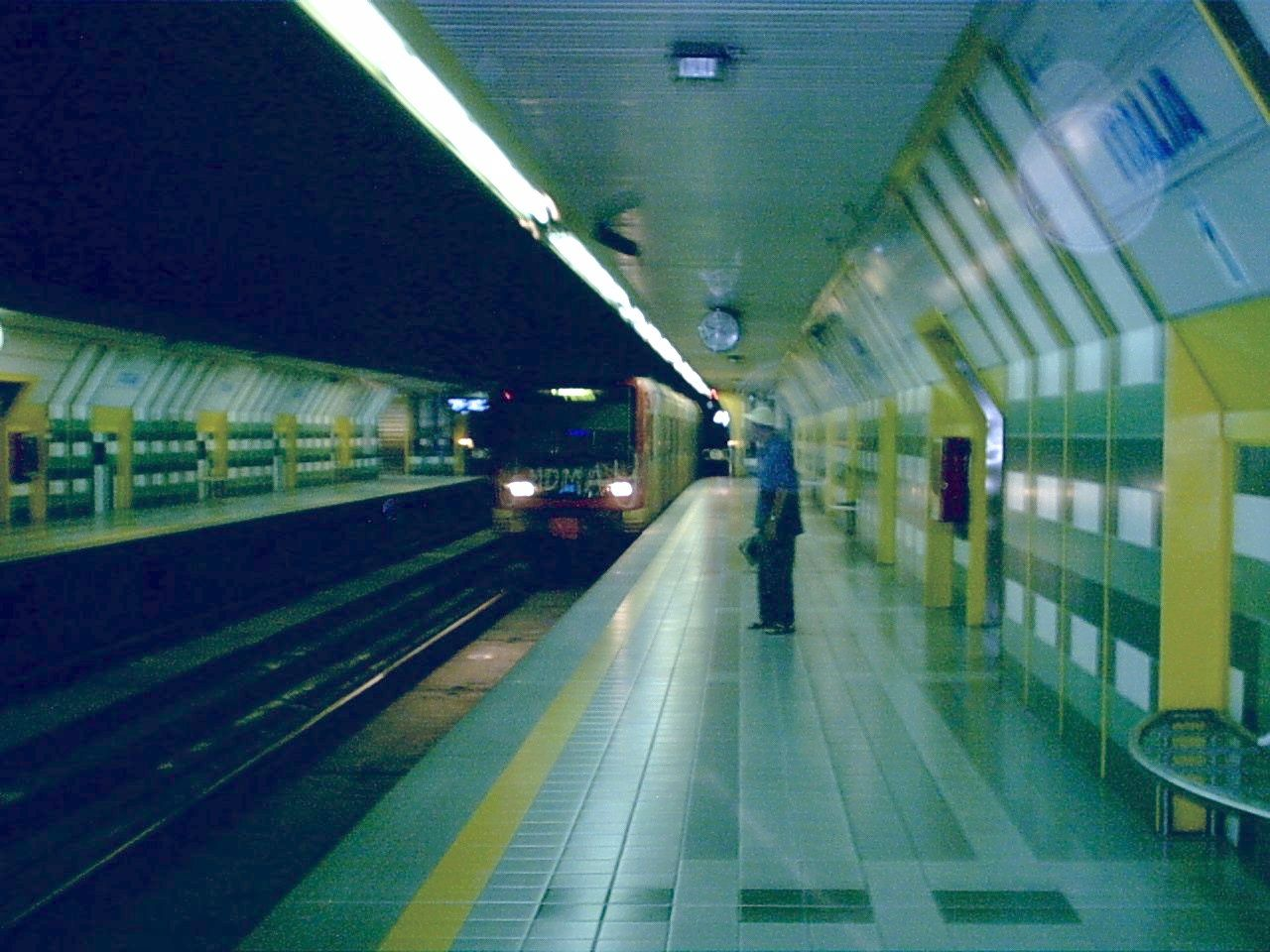